# 구 (대행령)
구(丘, ? ~ ?)는 전한 중기의 관료이다. ‘구’는 이름자로, 성씨는 알 수 없다.

## 행적
원광 5년(기원전 130년), 하간왕 유덕이 죽었다. 하간중위 상려는 유덕의 생전의 행실을 칭송하였고, 대행 구는 무제에게 진언하였다.
| “ | 시법(諡法)에 따르면 총명하고 지혜로움(總明睿知)을 '헌'(獻)이라 한다고 하니, 시호를 '헌왕'이라 하십시오. | ” |

무제는 재가하였다.

## 출전
- 반고, 《한서》권19하 백관공경표 下·권53 경십삼왕전

| 전임 왕회 | 전한의 대행령 (기원전 130년 당시) | 후임 이식 |